# Dell’Adami Rezső
Dell’Adami Rezső Gusztáv, Rudolf Dell'Adami (Pest, 1850 – Budapest, 1888. május 20.) jogász, ügyvéd, egyetemi és magántanár.

## Életpályája
Dell’Adami Ágoston/Gusztáv gyámhivatali ellenőr és Nedeczky Malvina fia. Iskoláit 1872-ben végezte; ezután a francia, angol, német, olasz és spanyol nyelveket sajátította el, mire hosszabb tanulmányútra ment Olaszországba, Belgiumba, Svájcba, Francia- és Németországba. Innen visszatérvén, azonnal a jogi szakirodalomra adta magát. Mindenütt talált munkásságának teret; forgott a törvényszéki termekben, oktatta az ifjúságot a tanszékről, munkálkodott a tudományos társulatokban, a szakirodalom terén és a napi sajtóban. A jogászgyűléseken kiváló szerepet vitt. Bár a politikában a Függetlenségi és Negyvennyolcas Pártnak volt a híve, a kormány mégis szívesen fordult a szakképzett jogászhoz, így az ügyvédi rendtartásról szóló törvényjavaslat is az ő munkája. Sokáig kínozta az idegbaj; évekig szenvedett tőle, annyira, hogy utóbb járni sem tudott. Elmegyógyintézetben hunyt el, a németvölgyi sírkertben helyezték nyugalomra 1888. május 22-én.
Felesége Beke Mária volt, akivel 1879. április 5-én kötött házasságot a budapest-belvárosi római katolikus plébánián.

## Munkái
- Az anyagi magyar magánjog codificatiója. I. A nemzeti eredet problémája. Budapest, 1877. (Különnyomat a M. Themisből. Ism. Magyar Nyelvőr 351 l.)
- A kötelesrész. Budapest, 1879. (Különnyomat a Themisből.)
- A jogtudományi oktatás reformjának kérdéséhez. Budapest, 1879. (Különnyomat a M. Themisből.
- Igazságszolgáltatásunk reformja az államhatalmak megosztása szempontjából. Budapest, 1880. (M. Jogászegyleti Értekezések 1.)
- Gedichte. Budapest, 1881.
- Olasz ügyvédi rendtartás. Ford. Budapest, 1882. (Külföldi Törvények II.)
- Az örökjog alapelvei a Magyar Polgári Törvénykönyv tervezetében. Budapest, 1883. (Magyar Jogászegyleti Értekezések X.) Hozzászólásai a vitában. Online
- Magánjogi codificatiónk és régi jogunk. Budapest, 1884. (M. Jogászegyleti Értekezések 23.)
- Választóimhoz. Budapest, 1884.
- A találmányi szabadalmak reformja. Budapest, 1885. (M. Jogászgyűlés Évkönyvéből.)
- A magyar polgári törvénykönyv tervezete és a modern jogtudomány. Budapest, 1885. (M. Jogászegyleti Értek. 9.)
- Az ügyvédségről. Budapest, 1887.
- Magánjogi codificatióm. Budapest, 1887.
- A nemzetközi magánjog haladása. Budapest, 1888. (M. Jogászegyleti Értekezések XXXVII.)

Első cikkei a Törvényszéki Csarnokban (Szokolay István szerkesztése alatt) és a M. Themisben (1874–80.) jelentek meg; jogtudományi cikkeket és értekezéseket írt még a M. Jogászgyűlés Évkönyveibe (1874–85.) és a Magyar Jogászgyűlés kiadványaiba (1882–84.); továbbá a Pesti Naplóba (1872. 1880–85.), Egyetértésbe (1880–85.), Pester Lloydba (1880–85.), a Jogtudományi Közlönybe (1880–84. 1887.). Budapesti Hírlapba (1881. 25. sz.), Büntetőjog Tárába (1882.), Nemzetgazdasági Szemlébe (1882.), az Ügyvédek Lapjába (1885–86.) és a Nemzetbe (1887.)